# Dvorany nad Nitrou
Dvorany nad Nitrou (Hongaars: Farkasudvar) is een Slowaakse gemeente in de regio Nitra, en maakt deel uit van het district Topoľčany.
Dvorany nad Nitrou telt 769 inwoners.